# Cool (Teksas)
Cool je grad u američkoj saveznoj državi Teksas. Prema popisu stanovništva iz 2010. u njemu je živjelo 157 stanovnika.